# Heteroonops castellus
Heteroonops castellus là một loài nhện trong họ Oonopidae.
Loài này thuộc chi Heteroonops. Heteroonops castellus được Arthur M. Chickering miêu tả năm 1971.